# 约翰·克利斯朵夫
《约翰·克利斯朵夫》（Jean-Christophe）是法国作家罗曼·罗兰的一部长篇小说，共10卷，1904年-1912年出版，从构思到出齐耗时20多年。1915年作者因这部小说获得了诺贝尔文学奖。

## 情节
约翰·克利斯朵夫在莱茵河畔一座小城里度过了童年。他的父亲曼希沃是小提琴师，母亲鲁意莎是厨娘。他因打了少爷、小姐，被主人毒打。但经济的拮据和地位的卑微都不能压抑他的音乐天赋。他在七岁半就举行了首次音乐会，十四岁时便靠教授钢琴，挑起养活全家的重担。他与奥多·狄哀纳产生热烈的友谊，同学生弥娜的初恋遭到失败，弥娜离开了他，使他陷入绝望。他的父亲也因酗酒掉到沟里淹死。约翰·克利斯朵夫迁居，失去信仰。他与寡妇萨皮纳相爱，可她献身给他之前患流行性感冒死去了。他又与一个轻佻的姑娘阿达产生情感纠葛，但很快就和她断绝了来往。他曾想酗酒，被高脱弗烈德舅舅阻止。克利斯朵夫成为一个独树一帜的音乐家，在公爵府谋得一个乐师的位置。由于他对德国艺术界的反感，使他失去了职位和朋友。最后，他因打抱不平，在村民与士兵的混战中打死一个下士，不得不离开祖国，流亡法国。
克利斯朵夫到了巴黎，面对的却是文坛上的混乱景象。他感到失望，唯有年轻诗人奥里维·雅兰的友情才使他感到慰藉。奥里维的姐姐安多纳德是女教师，曾与克利斯朵夫闹出绯闻，最后为他而献出了生命。约翰·克利斯朵夫和奥里维合住在蒙帕纳斯区。法国与德国之间危险的冲突，几乎每时每刻都使他有丧命的可能。这时他的音乐家声誉传遍欧洲，鲁意莎却不幸去世。
奥里维娶了一个患有神经衰弱症的风骚女子雅葛丽纳·朗依哀，她曾使两位好友产生隔阂，但约翰·克利斯朵夫主动成全。满载荣誉的约翰·克利斯朵夫在女演员法朗梭阿士·乌东，尤其在女音乐家赛西尔·弗洛梨以及亚诺太太身边找到安慰。奥里维在妻子离开他以后，又回到克利斯朵夫身边。这时，克利斯朵夫觉察到一个多次暗中保护过他的女人葛拉齐亚，她是一个奥地利外交官的夫人。他钟情于她，然而她不得不离开巴黎，跟着丈夫到美洲去了。一次“五一”节示威游行中，奥里维为救一个孩子伤重死去。克利斯朵夫也因杀死一名警察流亡瑞士，被一位新教朋友哀列克·勃罗姆收留，女主人阿娜却做了他的情妇。万念俱灰的约翰·克利斯朵夫曾想自杀，最后选择出走，在瑞士的一个山村隐居了十年，意志消沉，想在宗教中寻求安慰。一个夏日，他又找到了已是孀妇的葛拉齐亚，然而她的儿子出于嫉妒，阻碍他们结合。克利斯朵夫在巴黎演出获得成功，受众人追捧，与过去的敌人和解了。奥里维的儿子和葛拉齐亚的女儿都跟他学音乐，促成他们结合。最后，葛拉齐亚在丧子后病逝，约翰·克利斯朵夫也在对生命和死亡的赞颂中离开人世。

## 影視改編
1978年法國曾拍攝《约翰·克利斯朵夫》電視劇，導演為François Villiers。

## 外部連結
- 互联网电影数据库（IMDb）上《约翰·克利斯朵夫》的资料（英文）